# After Beat〜アフタービート〜
After Beat〜アフタービート〜（あふたーびーと）は、2020年3月30日からHBCラジオ（北海道放送）で放送されているラジオ番組。

## 概要
メインパーソナリティはシンガーソングライターの金子智也。パートナーは、HBCアナウンサーの室谷香菜子・世永聖奈。
最新のニュースや音楽、気になる物事など「今」が分かる話題を取り上げるバラエティ番組。
2024年1月からは、月曜・木曜放送分をCOCONO SUSUKINO内のサテライトスタジオ「MID.α STUDIO」にて公開生放送とし、Xハッシュタグ「#ココアフ」での投稿も受け付ける。

## 主なコーナー
- 気になる話題をピックアップ
  - 16時台に実施。その日の気になるニュースを紹介、後半には日替わりのベテランアナウンサー1名を交えて行う。
- 北海道米LOVE
  - 北海道米販売拡大委員会提供のコーナー。北海道米を提供する美味しい店の紹介など北海道米に関する情報を紹介する。
- アフター5セレクション
  - 17時台に実施。仕事終わりのアフター5の時間に肩肘張らずに楽しめる話題や企画を展開する日替わりコーナー。1つのテーマを設定して意見を募る「ビートトーク」などを展開。

## 放送時間
いずれもJST。
- ナイターイン：月 - 木曜 16:00 - 17:30
- ナイターオフ：月 - 木曜 16:00 - 17:30、17:45 - 18:30

ナイターオフは、17:30 - 17:45に「ネットワークトゥデイ」（TBSラジオ）放送のため、中断。
2022年3月までは金曜も放送していた。

## 出演者
- 金子智也（パーソナリティ、月曜日 - 木曜日）
- 室谷香菜子（HBCアナウンサー、月曜日・火曜日） - 2022年3月までは火曜日。ナイターオフシーズンの17時45分以降は出演しない。
- 世永聖奈（HBCアナウンサー、水曜日・木曜日） - 2021年4月から2022年3月までは水曜日

### 過去の出演者
- 大堀結衣（当時HBCアナウンサー、水曜日） - 2021年3月まで
- 日下怜奈（当時HBCアナウンサー、月曜日） - 2022年3月まで
- 堰八紗也佳（HBCアナウンサー、木曜日） - 2022年3月まで

以下は金曜日担当
- アキオカマサコ（パーソナリティ）
- 波多野裕太（HBCアナウンサー）